# 明水组
明水组是位于中国黑龙江绥化市一带以及吉林、内蒙古的上白垩世地层，1960年由松辽石油勘探局综合研究大队命名。该地层以灰棕、灰白、灰黑色泥岩、粉砂质泥岩、粉砂岩（上部），灰绿、棕红、灰紫色泥岩、粉砂质泥岩（下部）为主。